# DEUS (formație)

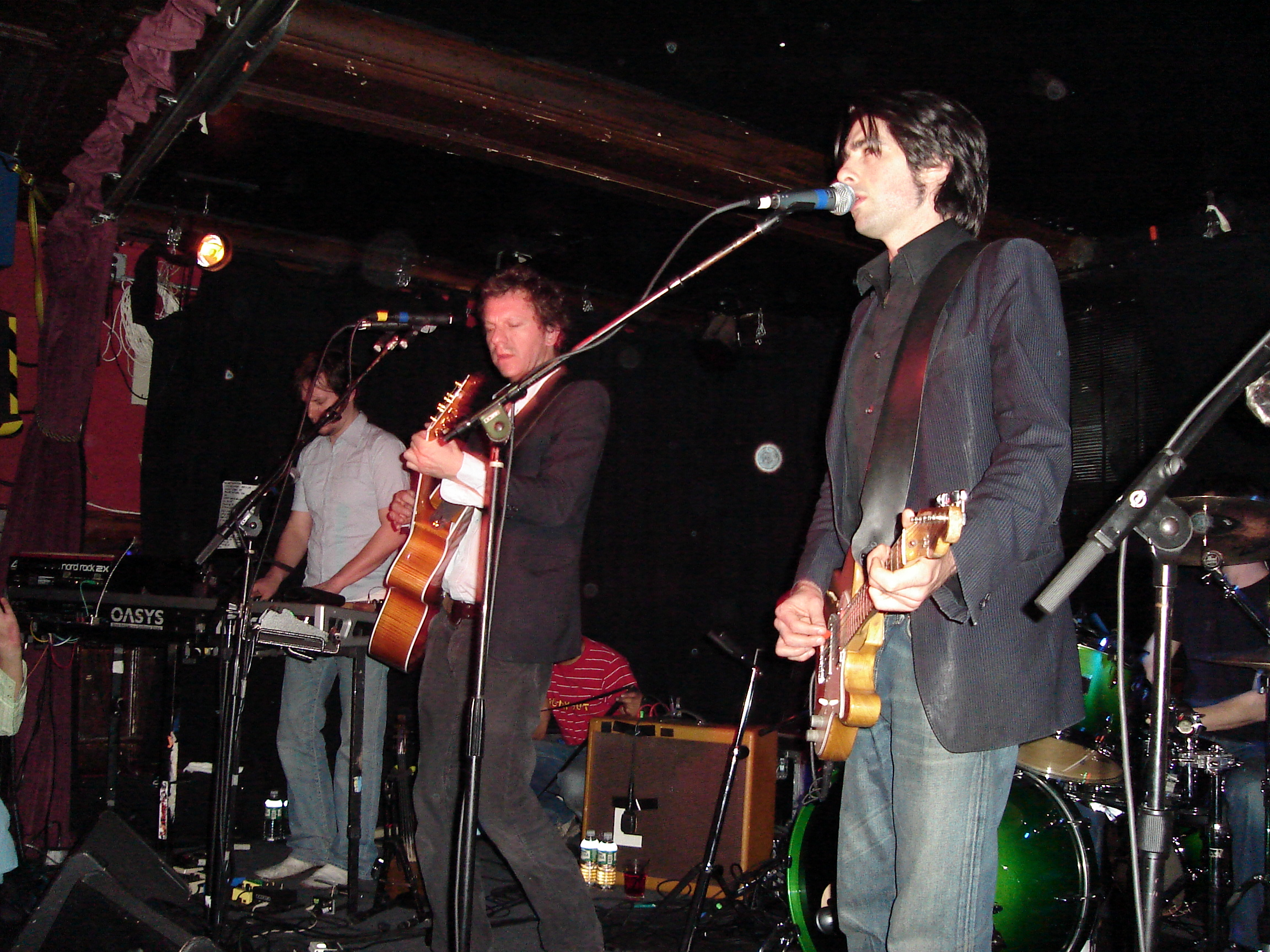
dEUS.

dEUS este o formație de art-rock din Belgia. Membrii formației sunt:
- Tom Barman
- Klaas Janzoons
- Mauro Pawlowski
- Alan Gevaert
- Stephane Misseghers

## External links
- Site-ul oficial